# Toxi
Toxi ist ein deutscher Film von 1952 von Robert Adolf Stemmle, der erstmals die Situation der von schwarzen Besatzungssoldaten mit weißen deutschen Frauen gezeugten Kinder (Brown Babies) in melodramatischer Form aufgriff.

## Handlung
Toxi ist ein fünfjähriges Besatzerkind. Die Mutter ist gestorben und der Vater ist in die Vereinigten Staaten zurückgekehrt. Das völlig verlassene Kind taucht in Hamburg auf und wird von der Familie Rose aufgenommen. Einige Mitglieder der Familie sprechen sich zuerst dagegen aus, weil sie die Farbige Toxi als schädlichen Umgang für ihrer eigenen Kinder einordnen. Im Laufe der Zeit erobert das niedliche Mädchen mit ihrem außergewöhnlich braven Betragen schließlich alle Herzen, man beginnt die Vorurteile zu überdenken. Als Happy End erscheint dann noch am Weihnachtsabend der afroamerikanische Vater und nimmt Toxi mit in die Vereinigten Staaten, wodurch dann alle Probleme gelöst sind.

## Produktion
Der Film, eine Produktion der Fono-Film GmbH, München-Hamburg, wurde in den Ateliers der Real-Film in Hamburg-Wandsbek mit Außenaufnahmen von Hamburg und Umgebung gedreht. Uraufführung war am 15. August 1952 in Frankfurt am Main.

## Sonstiges
- Elfie Fiegert wird im Vorspann nicht unter ihrem eigentlichen Namen, sondern unter ihrem Rollennamen Toxi angekündigt.
- Der Titel des – von diversen rassistischen Einlassungen geprägten – Dokumentarfilms Toxi lebt anders (1957, Buch und Regie: Peter Schier-Gribowski) bezog sich mit hoher Wahrscheinlichkeit auf den Namen der Filmfigur. Ausschnitte davon sind in Torsten Körners Dokumentarfilm Schwarze Adler (2021) zu sehen.
- 1952 brachte die Drei-M-Puppenfabrik aus Mönchröden sogar eine Toxi-Puppe heraus.[2][3]

## Auszeichnungen
- Prädikat wertvoll der FBW
- Ehrenurkunde der Berliner Filmfestspiele 1953[4]

## Kritiken
„Leichter deutscher Unterhaltungsfilm, der in dem schwarzen Besatzungskind Toxi mehr eine Sensation als ein Problem sieht und sich bei herrlichen Kinderszenen auf eine rosarote Filmlösung beschränkt. Für Kinder wegen einiger überflüssiger Szenen leichte Vorbehalte.“

„Wer mit einigem Misstrauen in die Interessenten-Vorführung dieses Fono-Films gegangen war, verließ sie restlos umgestimmt und begeistert. Auch das Publikum zeigte sich herzlich angetan von Toxi und ihrem Schicksal.“

„Der deutsche Film 'Toxi', der die Geschichte von dem Mulattenkind aus München erzählt, das, von seinem schwarzen Vater und der weißen Mutter verlassen, in einer fremden Familie aufwächst, ist durchaus keine gründliche Abhandlung über Rassenprobleme, sondern er will ganz harmlos aufzeigen, dass alles ganz einfach ist, wenn der 'gesunde Menschenverstand' und die 'Stimme des Herzens' siegen. Jedenfalls kann auch dieser Film dazu beitragen, Vorurteile zu zerstreuen und Sympathien für die schuldlosen farbigen Besatzungskinder zu erwecken.“